# SH-60 Seahawk
SH-60 Seahawk (укр. «Сі Гок») — американський багатоцільовий вертоліт. SH-60 розроблений на основі вертольота UH-60 відповідно до конкурсної програми ВМС США LAMPS Мк.3 (Light Airborne Multipurpose System — легка авіаційна багатоцільова система) для експлуатації з військових кораблів. Перший політ вертольота відбувся в 1979 році; в 1984 році він був прийнятий на озброєння ВМС США.

## Модифікації
- SH-60B Seahawk — базова модифікація палубного протичовнового вертольота.
- CS-70 Fathawk — варіант SH-60B зі збільшеним фюзеляжем підвищеної місткості, планувався в якості основного палубного вертольота для ВМС Канади, далі креслень і макетування справа не рушила.
- SH-60F Ocean Hawk — палубний протичовновий вертоліт для проведення операцій з прикриття авіаносців.
- SH-60J Sea Hawk — палубний протичовновий вертоліт сил самооборони Японії.
- HH-60H Seahawk — палубний пошуковий і рятувальний вертоліт для ВМС США.
- MH-60R Seahawk — протичовновий вертоліт, розвиток SH-60В і SH-60F.
- S-70B — експортна модифікація вертольота SH-60B.
- S-70M Thunderhawk — палубний протичовновий вертоліт для ВМС Таїланду.